# Moctezumit
Moctezumit ist ein sehr selten vorkommendes Mineral aus der Mineralklasse der „Oxide und Hydroxide“. Er kristallisiert im monoklinen Kristallsystem mit der chemischen Zusammensetzung Pb(UO2)(TeO3)2 und ist damit chemisch gesehen ein Blei-Uranyl-Tellurit.
Moctezumit ist durchscheinend und entwickelt nur wenige Millimeter große Kristalle mit tafeligem, blättrigem Habitus und gerundeten Kristallflächen. Seine Farbe variiert zwischen Hell- und Dunkelorange bis Bräunlichorange. Seine Mohshärte von etwa 3 entspricht der des Referenzminerals Calcit, das heißt, das Mineral lässt sich mit einer Kupfermünze ritzen.

## Etymologie und Geschichte
Erstmals entdeckt wurde Moctezumit in der Gold-Mine „La Bambolla“ (auch Moctezuma Mine) bei Moctezuma im mexikanischen Bundesstaat Sonora und beschrieben 1965 durch Richard V. Gaines, der das Mineral nach seiner Typlokalität benannte.
Typmaterial des Minerals wird unter Katalognummer 175.84 in der Mines ParisTech (École des mines) in Paris, Frankreich sowie im National Museum of Natural History in Washington, D.C. unter den Katalognummern 128392, 164345, 164364 aufbewahrt.

## Klassifikation
In der mittlerweile veralteten, aber noch gebräuchlichen 8. Auflage der Mineralsystematik nach Strunz gehörte der Moctezumit zur Abteilung der „Arsenite, Selenite, Tellurite und Jodate“, wo er zusammen mit Guilleminit die „Guilleminit-Moctezumit-Gruppe. Mit UO2“ und den weiteren Mitgliedern Demesmaekerit und Guilleminit bildete.
Im zuletzt 2018 überarbeiteten und aktualisierten Lapis-Mineralienverzeichnis nach Stefan Weiß, das sich aus Rücksicht auf private Sammler und institutionelle Sammlungen noch nach dieser klassischen Systematik von Karl Hugo Strunz richtet, erhielt das Mineral die System- und Mineral-Nr. IV/K.03-20. In der „Lapis-Systematik“ entspricht dies der Abteilung „Sulfite, Selenite und Tellurite“, wo Moctezumit nur zusammen mit Schmitterit eine eigenständige, aber unbenannte Gruppe bildet.
Die seit 2001 gültige und von der International Mineralogical Association (IMA) bis 2009 aktualisierte 9. Auflage der Strunz’schen Mineralsystematik ordnet den Moctezumit in die erweiterte Abteilung der „Antimonite, Bismutite, Sulfite, Selenite und Tellurite“ ein. Diese ist zudem weiter unterteilt nach der möglichen Anwesenheit zusätzlicher Anionen und/oder Kristallwasser, so dass das Mineral entsprechend seiner Zusammensetzung in der Unterabteilung der „Tellurite ohne zusätzliche Anionen; ohne H2O“ zu finden ist, wo es als einziges Mitglied die unbenannte Gruppe 4.JK.65 bildet.
Die vorwiegend im englischen Sprachraum gebräuchliche Systematik der Minerale nach Dana ordnet den Moctezumit dagegen in die Klasse der „Sulfate, Chromate und Molybdate“, dort allerdings ebenfalls in die Abteilung der „Selenite, Tellurite und Sulfite“ ein. Hier ist er als einziges Mitglied in der unbenannten Gruppe 34.01.05 innerhalb der Unterabteilung der „Selenite - Tellurite - Sulfite mit A2+XO3“ zu finden.

## Kristallstruktur
Moctezumit kristallisiert monoklin in der Raumgruppe P21/c (Raumgruppen-Nr. 14) mit den Gitterparametern a = 7,81 Å; b = 7,06 Å; c = 13,77 Å und β = 93,7° sowie 4 Formeleinheiten pro Elementarzelle.

## Eigenschaften
Das Mineral ist durch seinen Urangehalt von bis zu 28,7 % radioaktiv. Unter Berücksichtigung der Mengenanteile der radioaktiven Elemente in der idealisierten Summenformel sowie der Folgezerfälle der natürlichen Zerfallsreihen wird für das Mineral eine spezifische Aktivität von etwa 51,432 kBq/g angegeben (zum Vergleich: natürliches Kalium 0,0312 kBq/g). Der zitierte Wert kann je nach Mineralgehalt und Zusammensetzung der Stufen deutlich abweichen, auch sind selektive An- oder Abreicherungen der radioaktiven Zerfallsprodukte möglich und ändern die Aktivität.

## Bildung und Fundorte
Moctezumit bildet sich als seltenes Sekundärmineral in der Oxidationszone von hydrothermalen Gold-Tellur-Lagerstätten. Als Begleitminerale treten unter anderem Baryt, Burckhardtit, Emmonsit, Pyrit, Schmitterit, Zemannit und das Brauneisenerz Limonit auf.
Der bisher (Stand: 2013) bekannte Fundort ist seine Typlokalität „La Bambolla“ bei Moctezuma, Mexiko.

## Vorsichtsmaßnahmen
Aufgrund der starken Radioaktivität des Minerals sollten Mineralproben vom Moctezumit nur in staub- und strahlungsdichten Behältern, vor allem aber niemals in Wohn-, Schlaf- und Arbeitsräumen aufbewahrt werden. Ebenso sollte eine Aufnahme in den Körper (Inkorporation, Ingestion) auf jeden Fall verhindert und zur Sicherheit direkter Körperkontakt vermieden sowie beim Umgang mit dem Mineral Mundschutz und Handschuhe getragen werden.